# Гростребен-Цвєтау
Байльроде (нім. Beilrode) — громада в Німеччині, у землі Саксонія. Підпорядковується адміністративному округу Лейпциг. Входить до складу району Північна Саксонія. Підпорядковується управлінню Байльроде.
Населення — 4 488 осіб (на 31 грудня 2010). Площа — 36,18 км².
Офіційний код — 14 3 89 030.

## Адміністративний поділ
Громада поділяється на 2 сільські округи.